# Angiocader
Angiocader is een geslacht van wantsen uit de familie van de Tingidae (Netwantsen). Het geslacht werd voor het eerst wetenschappelijk beschreven door Carl John Drake in 1950.

## Soorten
Het genus is monotypisch en bevat alleen de volgende soort:

- Angiocader obesus (Distant, 1902)